# Giovanni Lattuada
Giovanni Lattuada   (Caronno Pertusella, 12 de gener de 1905 - 16 d'abril de 1984) va ser un gimnasta artístic italià que va competir durant la dècada de 1930.
El 1932 va prendre part en els Jocs Olímpics de Los Angeles, on va disputar dues proves del programa d'gimnàstica. Guanyà la medalla de bronze en la prova d'anelles, mentre en la de barra fixa fou dotzè.